# Il mago per forza
Il mago per forza è un film del 1951 diretto da Marino Girolami, Marcello Marchesi e Vittorio Metz.
Nel carcere di San Vittore c'è, tra gli altri detenuti, uno strano tipo che tutti chiamano "Il Cavaliere"; questi sconta una condanna per furto e i compagni di prigionia hanno per lui un certo rispetto. Uscito dal carcere, il Cavaliere riprende immediatamente la sua attività. Dopo una serie di divertenti peripezie, riesce con la sua abilità e con l'aiuto della fortuna a compiere una serie di prodigi più o meno autentici. 

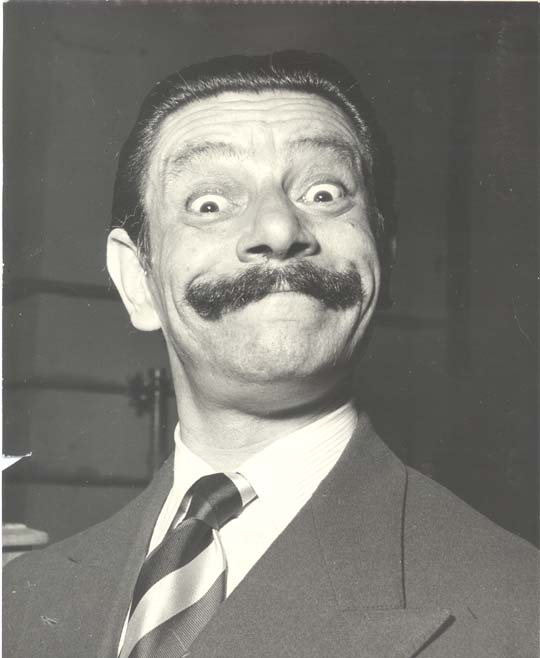
Tino Scotti

È uno dei film meno conosciuti di Girolami, Marchesi e Metz tanto da non essere mai stato edito in DVD e da essere stato trasmesso solo rarissime volte in tv.